# Tobol
De Tobol (Kazachs: Тобыл, Tobyl; Russisch: Тобол, Tobol) is een rivier in Kazachstan en Rusland en een linkerzijrivier van de Irtysj (stroomgebied van de Ob). De Tobol ontspringt aan de oostelijke uitlopers van de Zuidelijke Oeral in de Russische oblast Orenburg en stroomt vandaar in noordoostelijke richting over het Toergai-Plateau de grens over naar Kazachstan. Daar passeert de Tobol na zeven stuwdammen ongeveer 320 kilometer verderop de stad Rūdnyy op het West-Siberisch Laagland in de Kazachse oblast Qostanay en vandaaruit terug naar Rusland door de oblasten Koergan en Tjoemen om bij Tobolsk in de Irtysj te stromen.
De oppervlakte van het stroomgebied bedraagt 426.000 km², ongeveer vergelijkbaar met de oppervlakte van Irak. De benedenlopen van de rivier bevriezen in eind oktober, begin november en de bovenlopen in november. De rivier ontdooit weer in de tweede helft van april, begin mei. De Tobol is bevaarbaar vanaf 437 kilometer van haar estuarium.

## Zijrivieren
Zijrivieren met hun belangrijkste zijrivieren:
- Tavda
  - Pelym
  - Sosva
  - Lozva
- Toera
  - Pysjma
  - Niza
  - Tagil
- Iset
  - Miass
  - Tetsja (Теча)
- Ubagan/Obaghan (ru/kz) (Убаган/Обаған)
- Oej
- Ayat (Аят)

## Steden aan de Tobol
- Līsakov (Лисаков) (kz)
- Rūdnyy (kz)
- Qostanay (kz)
- Koergan (ru)
- Jaloetorovsk (ru)
- Jarkovo (ru)
- Tobolsk (ru)

- Gemeinsame Normdatei: 4384826-6
- Virtual International Authority File: 239624538